# 脱轨时代
《脱轨时代》（英語：The Old Cinderella），中国大陆爱情片，改编自小说《如果不能好好爱》，导演五百，主演张静初、潘粤明、吴克群、朱珠。

## 剧情
该片讲述了离婚女人和未婚富二代之间的浪漫爱情。

## 演出
| 演员   | 角色   | 备注 |
| 张静初 | 许可   |      |
| 潘粤明 | 刘光芒 |      |
| 吴克群 | 康少   |      |
| 朱珠   | 毛毛   |      |
| 班嘉佳 | 哟哟   |      |
| 贾梓铭 | 宝宝   |      |

## 上映
该片上映时，7部美国好莱坞大片进军中国大陆电影市场，面对美国大片强势来袭，该片票房5000万人民币。